# Clausthal-Zellerfeld
Clausthal-Zellerfeld är den viktigaste bergsstaden i Harz i Landkreis Goslar i Niedersachsen. Den ligger på 535–600 meters höjd och har cirka 15 000 invånare.
I Clausthal-Zellerfeld finns Technische Universität Clausthal. Clausthal-Zellerfeld är därmed den minsta universitetsstaden i Tyskland om man räknar invånarantalet.
Clausthal uppstod vid mitten av 1500-talet. Fram till 1926 var Clausthal och Zellerfeld två olika städer.

## Vänorter
Clausthal-Zellerfeld har fyra vänorter:
- Altenbrak, Tyskland
- Freiberg, Sachsen, Tyskland
- L'Aigle, Frankrike
- Spišská Nová Ves, Slovakien